# ATX Open 2025 - Qualificazioni singolare
Le qualificazioni del singolare dell'ATX Open 2025 sono un torneo di tennis preliminare per accedere alla fase finale della manifestazione disputate il 22 e 23 febbraio 2025. I vincitori dell'ultimo turno sono entrati di diritto nel tabellone principale. In caso di ritiro di uno o più giocatori aventi diritto a questi sono subentrati i Lucky loser, ossia i giocatori che hanno perso nell'ultimo turno ma che avevano una classifica più alta rispetto agli altri partecipanti che avevano comunque perso nel turno finale.

## Teste di serie
1. Cristina Bucșa (qualificata)
2. Viktorija Golubic (ultimo turno, lucky loser)
3. Rebecca Marino (ultimo turno)
4. Mananchaya Sawangkaew (ultimo turno)
5. Marina Stakusic (primo turno, ritirata)
6. Wei Sijia (qualificata)

1. Maddison Inglis (ultimo turno)
2. Anastasija Zacharova (qualificata)
3. Ena Shibahara (qualificata)
4. Oksana Selechmet'eva (primo turno)
5. Séléna Janicijevic (primo turno)
6. Louisa Chirico (primo turno)

## Qualificate
1. Cristina Bucșa
2. Ena Shibahara
3. Tat'jana Prozorova

1. Anastasija Zacharova
2. Kaja Juvan
3. Wei Sijia

### Lucky loser
1. Viktorija Golubic

## Tabellone

### Legenda
| - Q = Qualificato - WC = Wild card - LL = Lucky loser | - ALT = Alternate - SE = Special Exempt - PR = Protected Ranking | - w/o = Walkover - r = Ritirato - d = Squalificato |

### Sezione 1
|  | Primo turno | Primo turno      | Primo turno      | Primo turno | Primo turno |  |  | Ultimo turno | Ultimo turno    | Ultimo turno    | Ultimo turno | Ultimo turno |  |
|  |             |                  |                  |             |             |  |  |              |                 |                 |              |              |  |
|  | 1           | Cristina Bucșa   | Cristina Bucșa   | 6           | 6           |  |  |              |                 |                 |              |              |  |
|  |             | Sophie Chang     | Sophie Chang     | 1           | 3           |  |  | 1            | Cristina Bucșa  | Cristina Bucșa  | 6            | 6            |  |
|  | WC          | Jennifer Jackson | Jennifer Jackson | 5           | 2           |  |  | 7            | Maddison Inglis | Maddison Inglis | 3            | 0            |  |
|  | 7           | Maddison Inglis  | Maddison Inglis  | 7           | 6           |  |  |              |                 |                 |              |              |  |

### Sezione 2
|  | Primo turno | Primo turno               | Primo turno               | Primo turno | Primo turno |  |  | Ultimo turno | Ultimo turno      | Ultimo turno      | Ultimo turno | Ultimo turno |  |
|  |             |                           |                           |             |             |  |  |              |                   |                   |              |              |  |
|  | 2           | Viktorija Golubic         | Viktorija Golubic         | 6           | 6           |  |  |              |                   |                   |              |              |  |
|  |             | Irene Burillo Escorihuela | Irene Burillo Escorihuela | 2           | 0           |  |  | 2            | Viktorija Golubic | Viktorija Golubic | 0            | 5            |  |
|  |             | Lauren Davis              | Lauren Davis              | 6           | 4           |  |  | 9            | Ena Shibahara     | Ena Shibahara     | 6            | 7            |  |
|  | 9           | Ena Shibahara             | Ena Shibahara             | 7           | 6           |  |  |              |                   |                   |              |              |  |

### Sezione 3
|  | Primo turno | Primo turno          | Primo turno          | Primo turno | Primo turno |  |  | Ultimo turno | Ultimo turno       | Ultimo turno       | Ultimo turno | Ultimo turno |  |
|  |             |                      |                      |             |             |  |  |              |                    |                    |              |              |  |
|  | 3           | Rebecca Marino       | Rebecca Marino       | 6           | 6           |  |  |              |                    |                    |              |              |  |
|  |             | Heather Watson       | Heather Watson       | 3           | 4           |  |  | 3            | Rebecca Marino     | Rebecca Marino     | 4            | 0            |  |
|  |             | Tat'jana Prozorova   | Tat'jana Prozorova   | 6           | 6           |  |  |              | Tat'jana Prozorova | Tat'jana Prozorova | 6            | 6            |  |
|  | 10          | Oksana Selechmet'eva | Oksana Selechmet'eva | 4           | 1           |  |  |              |                    |                    |              |              |  |

### Sezione 4
|  | Primo turno | Primo turno           | Primo turno           | Primo turno | Primo turno |  |  | Ultimo turno | Ultimo turno          | Ultimo turno          | Ultimo turno | Ultimo turno |  |
|  |             |                       |                       |             |             |  |  |              |                       |                       |              |              |  |
|  | 4           | Mananchaya Sawangkaew | Mananchaya Sawangkaew | 7           | 6           |  |  |              |                       |                       |              |              |  |
|  | WC          | Christina McHale      | Christina McHale      | 65          | 4           |  |  | 4            | Mananchaya Sawangkaew | Mananchaya Sawangkaew | 65           | 2            |  |
|  | PR          | Tara Moore            | Tara Moore            | 2           | 0           |  |  | 8            | Anastasija Zacharova  | Anastasija Zacharova  | 7            | 6            |  |
|  | 8           | Anastasija Zacharova  | Anastasija Zacharova  | 6           | 6           |  |  |              |                       |                       |              |              |  |

### Sezione 5
|  | Primo turno | Primo turno     | Primo turno     | Primo turno | Primo turno |  |  | Ultimo turno | Ultimo turno | Ultimo turno | Ultimo turno | Ultimo turno |  |
|  |             |                 |                 |             |             |  |  |              |              |              |              |              |  |
|  | 5           | Marina Stakusic | Marina Stakusic | 1           | r           |  |  |              |              |              |              |              |  |
|  |             | Victoria Hu     | Victoria Hu     | 4           |             |  |  |              | Victoria Hu  | Victoria Hu  | 2            | 3            |  |
|  | PR          | Kaja Juvan      | 7               | 3           | 6           |  |  | PR           | Kaja Juvan   | Kaja Juvan   | 6            | 6            |  |
|  | 12          | Louisa Chirico  | 5               | 6           | 3           |  |  |              |              |              |              |              |  |

### Sezione 6
|  | Primo turno | Primo turno        | Primo turno        | Primo turno | Primo turno |  |  | Ultimo turno | Ultimo turno | Ultimo turno | Ultimo turno | Ultimo turno |  |
|  |             |                    |                    |             |             |  |  |              |              |              |              |              |  |
|  | 6           | Wei Sijia          | Wei Sijia          | 7           | 6           |  |  |              |              |              |              |              |  |
|  |             | Makenna Jones      | Makenna Jones      | 5           | 2           |  |  | 6            | Wei Sijia    | Wei Sijia    | 6            | 6            |  |
|  |             | Hina Inoue         | Hina Inoue         | 6           | 7           |  |  |              | Hina Inoue   | Hina Inoue   | 4            | 2            |  |
|  | 11          | Séléna Janicijevic | Séléna Janicijevic | 1           | 5           |  |  |              |              |              |              |              |  |